# Центральное (Омская область)
Центра́льное — деревня в Шербакульском районе Омской области России. Входит в состав Борисовского сельского поселения.

## География
Деревня находится в юго-западной части Омской области, в пределах Ишимской равнины, являющейся частью Западно-Сибирской равнины, примыкая к северо-западной окраине села Борисовское. Абсолютная высота — 108 м над уровнем моря.

## История
В соответствии с Законом Омской области от 30 июля 2004 года № 548-ОЗ «О границах и статусе муниципальных образований Омской области» деревня вошла в состав образованного муниципального образования «Борисовское сельское поселение».

## Население
| 2010 |
| ---- |
| 312  |

Гендерный состав
По данным Всероссийской переписи населения 2010 года, в гендерной структуре населения из 312 человек мужчин — 151, женщин — 161	(48,4 и 51,6 % соответственно)
Национальный состав
Согласно результатам переписи 2002 года, в национальной структуре населения русские составляли 73 % из 429 чел.

## Улицы
| - ул. Зелёная, - ул. Кооперативная, - ул. Лесная, - ул. Марьяновская, | - ул. Сахалинная, - ул. Степная, - ул. Советская. |

## Инфраструктура
Личное подсобное хозяйство.